# Цейлон на літніх Олімпійських іграх 1952
Цейлон на літніх Олімпійських іграх 1952 року в Гельсінкі (Фінляндія) представляли 5 спортсменів (усі чоловіки), які брали участь у чотирьох видах спорту — легкій атлетиці, боксі, стрибках у воду та плаванні. Цейлонські атлети не завоювали жодної медалі.

## Бокс
| Категорія | Спортсмен       | 1-й раунд                     | 2-й раунд             | Чвертьфінал        | Півфінал           | Фінал              | Місце |
| Категорія | Спортсмен       | Суперник Результат            | Суперник Результат    | Суперник Результат | Суперник Результат | Суперник Результат | Місце |
| --------- | --------------- | ----------------------------- | --------------------- | ------------------ | ------------------ | ------------------ | ----- |
| до 51 кг  | Леслі Гандундж  | Хесус Телло (MEX) W 2:1       | Дай Давер (GBR) L 0:3 | завершив змагання  | завершив змагання  | завершив змагання  | 9     |
| до 60 кг  | Бейзіл Генрікус | Роберт Бікль (USA) L (нокаут) | завершив змагання     | завершив змагання  | завершив змагання  | завершив змагання  | 17    |

## Легка атлетика
Польові дисципліни
| Спортсмен                 | Дисципліна                 | Кваліфікація | Кваліфікація | Фінал      | Фінал      |
| Спортсмен                 | Дисципліна                 | Дистанція    | Місце        | Дистанція  | Місце      |
| ------------------------- | -------------------------- | ------------ | ------------ | ---------- | ---------- |
| Нагалінгам Етірвірасінгам | стрибки у висоту, чоловіки | 1,84         | 29           | не пройшов | не пройшов |

## Плавання
| Спортсмен     | Дисципліна                      | Гіт     | Гіт   | Півфінал   | Півфінал   | Фінал      | Фінал      |
| Спортсмен     | Дисципліна                      | Час     | Місце | Час        | Місце      | Час        | Місце      |
| ------------- | ------------------------------- | ------- | ----- | ---------- | ---------- | ---------- | ---------- |
| Джеффрі Маркс | 100 м вільним стилем, чоловіки  | 1:04.1  | 55    | не пройшов | не пройшов | не пройшов | не пройшов |
| Джеффрі Маркс | 400 м вільним стилем, чоловіки  | 5:15.2  | 43    | Н/Д        | Н/Д        | не пройшов | не пройшов |
| Джеффрі Маркс | 1500 м вільним стилем, чоловіки | 20:59.4 | 30    | Н/Д        | Н/Д        | не пройшов | не пройшов |

## Стрибки у воду
| Спортсмен  | Дисципліна              | Кваліфікація | Кваліфікація | Фінал      | Фінал      | Всього     | Всього     |
| Спортсмен  | Дисципліна              | Результат    | Місце        | Результат  | Місце      | Результат  | Місце      |
| ---------- | ----------------------- | ------------ | ------------ | ---------- | ---------- | ---------- | ---------- |
| Аллан Сміт | трамплін, 3 м, чоловіки | 55,00        | 31           | не пройшов | не пройшов | не пройшов | не пройшов |